# Ganzrationale Funktion

Polynom von Grad 0,

Polynom von Grad 1,

Polynom von Grad 2,

Polynom von Grad 3,

Polynom von Grad 4,

Polynom von Grad 5,

Eine ganzrationale Funktion oder Polynomfunktion ist in der Mathematik eine Funktion, die als Summe von Potenzfunktionen mit natürlichen Exponenten beschrieben werden kann. Somit können solche Funktionen ausschließlich mittels der Operationen Addition, Subtraktion und Multiplikation beschrieben werden. Ganzrationale Funktionen gehören zu den rationalen Funktionen und enthalten ihrerseits als Spezialfälle die linearen und quadratischen Funktionen.
Dieser Artikel beschäftigt sich hauptsächlich mit den in der Schulmathematik üblichen ganzrationalen Funktionen über den reellen Zahlen. Weiterführende Informationen zu möglichen Verallgemeinerungen des Konzepts finden sich im Artikel Polynom.

## Definition
Eine ganzrationale Funktion ist eine reelle Funktion, die sich in der Gestalt
{\displaystyle f(x)=a_{n}x^{n}+a_{n-1}x^{n-1}+\dotsb +a_{2}x^{2}+a_{1}x+a_{0}=\sum _{k=0}^{n}a_{k}x^{k}}
schreiben lässt, wobei {\displaystyle n\in \mathbb {N} } eine natürliche Zahl und {\displaystyle a_{n},a_{n-1},\dotsc ,a_{2},a_{1},a_{0}} reelle Zahlen sind und {\displaystyle a_{n}\neq 0} gilt. Die Zahl {\displaystyle n} heißt Grad der Funktion, die Zahlen {\displaystyle a_{n},a_{n-1},\dotsc ,a_{2},a_{1},a_{0}} sind ihre Koeffizienten. Der Koeffizient {\displaystyle a_{n}} wird als Leitkoeffizient bezeichnet. Der Summand {\displaystyle a_{0}x^{0}=a_{0}} heißt Absolutglied, die Summanden {\displaystyle a_{1}x} und {\displaystyle a_{2}x^{2}} werden manchmal als lineares beziehungsweise quadratisches Glied bezeichnet.
Außerdem ist auch die reelle Funktion {\displaystyle f(x)=0} eine ganzrationale Funktion; sie wird auch das Nullpolynom genannt. Auf diese Weise sind alle endlichen Summen von Summanden der Gestalt {\displaystyle a_{k}x^{k}} mit beliebigen reellen Zahlen {\displaystyle a_{k}} ganzrationale Funktionen. Da bei der konstanten Nullfunktion keines der {\displaystyle a_{k}} ungleich Null ist, ist für diese ganzrationale Funktion kein Grad definiert.
Die hier angegebene Darstellung der ganzrationalen Funktion ist ihre Normalform. Beispielsweise kann man eine ganzrationale Funktion auch mittels Linearfaktoren oder mittels des Horner-Schemas darstellen.

## Beispiele
- Die Funktion mit der Funktionsgleichung {\displaystyle f(x)=-2x^{3}+3x^{2}-5x+4} ist eine ganzrationale Funktion vom Grad 3 mit den Koeffizienten {\displaystyle -2,3,-5} und {\displaystyle 4}.
- Bei der Funktion {\displaystyle f\colon \mathbb {R} \to \mathbb {R} ,x\mapsto -2x(x-1)(x+3)^{2}} muss der Funktionsterm zunächst durch Auflösen der Klammern in eine Summe umgeschrieben werden:

{\displaystyle {\begin{aligned}f(x)&=-2x(x-1)(x+3)^{2}=(-2x^{2}+2x)(x^{2}+6x+9)\\&=-2x^{4}-10x^{3}-6x^{2}+18x,\end{aligned}}}
der Grad ist also 4 und die Koeffizienten sind {\displaystyle -2,-10,-6,18} und {\displaystyle 0}.
- Bei einer ganzrationalen Funktion vom Grad {\displaystyle 5} mit den Koeffizienten {\displaystyle -1,0,{\sqrt {2}},-2\pi ,0,1} kann der Funktionsterm geschrieben werden als {\displaystyle f(x)=-x^{5}+{\sqrt {2}}x^{3}-2\pi x^{2}+1}.

## Spezialfälle
- Ohne einen definierten Grad gibt es das Nullpolynom {\displaystyle f\colon \mathbb {R} \to \mathbb {R} ,x\mapsto 0}, eine konstante Funktion.
- Für {\displaystyle n=0} und {\displaystyle a_{0}\neq 0} ergeben sich weitere konstante Funktionen {\displaystyle f\colon \mathbb {R} \to \mathbb {R} ,x\mapsto a_{0}}.
- Für {\displaystyle n=1} ergeben sich lineare Funktionen {\displaystyle f\colon \mathbb {R} \to \mathbb {R} ,x\mapsto a_{1}x+a_{0}} (statt {\displaystyle m} schreibt man für die Steigung hier also {\displaystyle a_{1}}, und statt {\displaystyle n} für den {\displaystyle y}-Achsenabschnitt also {\displaystyle a_{0}}).
- Für {\displaystyle n=2} ergeben sich quadratische Funktionen {\displaystyle f\colon \mathbb {R} \to \mathbb {R} ,x\mapsto a_{2}x^{2}+a_{1}x+a_{0}} (statt {\displaystyle a,b} und {\displaystyle c} schreibt man hier also {\displaystyle a_{2}}, {\displaystyle a_{1}} und {\displaystyle a_{0}}).
- Für {\displaystyle n=3} ergeben sich kubische Funktionen {\displaystyle f\colon \mathbb {R} \to \mathbb {R} ,x\mapsto a_{3}x^{3}+a_{2}x^{2}+a_{1}x+a_{0}}.
- Für {\displaystyle n=4} spricht man manchmal von quartischen Funktionen.
- Ist nur {\displaystyle a_{n}\neq 0} und alle anderen Koeffizienten sind gleich {\displaystyle 0}, so ergibt sich eine Potenzfunktion {\displaystyle f\colon \mathbb {R} \to \mathbb {R} ,x\mapsto a_{n}x^{n}} mit natürlichem Exponenten.

## Algebraische Eigenschaften
Die Addition und die Multiplikation zweier ganzrationaler Funktionen ergeben wieder ganzrationale Funktionen. Somit bildet die Menge der ganzrationalen Funktionen eine Algebra über {\displaystyle \mathbb {R} }. Für den Grad ganzrationaler Funktionen {\displaystyle f} und {\displaystyle g} gelten die Abschätzung beziehungsweise Gleichheit
{\displaystyle \deg(f+g)\leq \max(\deg f,\deg g)}
und
{\displaystyle \deg(f\cdot g)=\deg f+\deg g}.
Dabei bezeichnet {\displaystyle \deg f} den Grad von {\displaystyle f}.
Außerdem ist auch die Verkettung zweier ganzrationaler Funktionen wieder eine ganzrationale Funktion, das heißt, man erhält wieder eine ganzrationale Funktion, wenn man für die Funktionsvariable eine ganzrationale Funktion einsetzt.

## Symmetrie
- Sind alle Exponenten gerade Zahlen, so ist der Graph der Funktion achsensymmetrisch zur {\displaystyle y}-Achse. Die Funktion heißt dann auch gerade; es gilt {\displaystyle f(-x)=f(x)}.
- Sind alle Exponenten ungerade Zahlen, so ist der Graph der Funktion punktsymmetrisch zum Ursprung. Die Funktion heißt dann auch ungerade; es gilt {\displaystyle f(-x)=-f(x)}.
- Treten sowohl gerade als auch ungerade Exponenten auf, so hat der Graph keine einfache Symmetrie; er kann aber dennoch symmetrisch zu anderen Achsen oder Punkten sein.

Beispiele:
- Der Graph der Funktion {\displaystyle f\colon \mathbb {R} \to \mathbb {R} ,x\mapsto -2x^{6}+3x^{4}-x^{2}} ist symmetrisch zur {\displaystyle y}-Achse (nur gerade Exponenten: 6, 4 und 2).
- Der Graph der Funktion {\displaystyle f\colon \mathbb {R} \to \mathbb {R} ,x\mapsto x^{7}+x} ist symmetrisch zum Ursprung (nur ungerade Exponenten: 7 und 1).
- Der Graph der Funktion {\displaystyle f\colon \mathbb {R} \to \mathbb {R} ,x\mapsto x^{3}+1} hat keine einfache Symmetrie (ungerade und gerade Exponenten: 3 und 0), ist aber punktsymmetrisch zu seinem Wendepunkt {\displaystyle W(0|1)}.
- Der Graph jeder ganzrationalen Funktion zweiten Grades ist achsensymmetrisch zur senkrechten Achse durch seinen Scheitelpunkt.
- Der Graph jeder ganzrationalen Funktion dritten Grades ist punktsymmetrisch zu seinem Wendepunkt.

## Grenzverhalten
Allgemein wird das Verhalten für {\displaystyle x\to \pm \infty } durch den Summanden mit dem höchsten Exponenten, das Verhalten für {\displaystyle x\to 0} durch die Summanden mit den niedrigsten Exponenten bestimmt.

### Wachstum
Ganzrationale Funktionen können als Linearkombinationen von Potenzen aufgefasst werden. Daher wachsen sie (für hinreichend große Werte) langsamer als jede exponentielle Funktion, deren Basis größer als 1 ist, unabhängig von den Koeffizienten.

### Verhalten für sehr große und sehr kleinex-Werte
Alle ganzrationalen Funktionen divergieren für {\displaystyle x\to \pm \infty }. Das genaue Verhalten hängt davon ab, ob der Grad n gerade oder ungerade ist, und welches Vorzeichen der Leitkoeffizient {\displaystyle a_{n}} hat; der Graph verhält sich dabei genauso wie der Graph einer Potenzfunktion mit dem Term {\displaystyle g(x)=a_{n}x^{n}}. Angegeben ist im Folgenden außerdem die daraus folgende Wertemenge {\displaystyle \mathbb {W} } für den Fall, dass die Definitionsmenge {\displaystyle \mathbb {D} =\mathbb {R} } ist.
|                         | n gerade | n ungerade |
| ----------------------- | --- | --- |
| {\displaystyle a_{n}>0} | Der Graph verläuft von links oben nach rechts oben, also: {\displaystyle f(x)\to \infty } für {\displaystyle x\to \pm \infty } {\displaystyle \mathbb {W} } ist nach unten beschränkt (durch das absolute Minimum der Funktion).   | Der Graph verläuft von links unten nach rechts oben, also: {\displaystyle f(x)\to -\infty } für {\displaystyle x\to -\infty } und {\displaystyle f(x)\to \infty } für {\displaystyle x\to \infty } {\displaystyle \mathbb {W} =\mathbb {R} }. |
| {\displaystyle a_{n}<0} | Der Graph verläuft von links unten nach rechts unten, also: {\displaystyle f(x)\to -\infty } für {\displaystyle x\to \pm \infty } {\displaystyle \mathbb {W} } ist nach oben beschränkt (durch das absolute Maximum der Funktion). | Der Graph verläuft von links oben nach rechts unten, also: {\displaystyle f(x)\to \infty } für {\displaystyle x\to -\infty } und {\displaystyle f(x)\to -\infty } für {\displaystyle x\to \infty } {\displaystyle \mathbb {W} =\mathbb {R} }. |

### Verhalten für x-Werte nahe null
Alle ganzrationalen Funktionen sind für {\displaystyle x\to 0} endlich. Genauer gilt: Der Graph schneidet die {\displaystyle y}-Achse bei {\displaystyle a_{0}}, die Steigung an dieser Stelle ist durch {\displaystyle a_{1}} gegeben. Die Tangente im Schnittpunkt mit der {\displaystyle y}-Achse hat also immer die Gleichung {\displaystyle y=a_{1}x+a_{0}}.

### Beispiel
Der Graph der Funktion {\displaystyle f\colon \mathbb {R} \to \mathbb {R} ,x\mapsto -2x^{5}+4x^{3}-3x+1} verläuft für {\displaystyle x\to \pm \infty } wie der Graph der Funktion {\displaystyle g\colon \mathbb {R} \to \mathbb {R} ,x\mapsto -2x^{5}}, also von links oben nach rechts unten (Grad {\displaystyle n=5} ungerade, Leitkoeffizient {\displaystyle a_{5}=-2<0}). Für die Funktionswerte gilt also: {\displaystyle f(x)\to \infty } für {\displaystyle x\to -\infty } und {\displaystyle f(x)\to -\infty } für {\displaystyle x\to \infty }. Für {\displaystyle x\to 0} verläuft er dagegen wie der Graph von {\displaystyle h(x)=-3x+1}, er schneidet die {\displaystyle y}-Achse also bei {\displaystyle 1} und hat dort die Steigung {\displaystyle -3}.

## Nullstellen
Als Nullstellen einer ganzrationalen Funktion {\displaystyle f} werden jene Werte {\displaystyle \xi } bezeichnet, für die der Funktionswert null ist, das heißt, die die Gleichung {\displaystyle f(\xi )=0} erfüllen. Eine ganzrationale Funktion hat stets höchstens so viele Nullstellen, wie ihr Grad angibt. Die konstante Funktion {\displaystyle f(x)=0}, das Nullpolynom, hat unendlich viele Nullstellen. Die ganzrationalen Funktionen vom Grad 0, nämlich die konstanten Funktionen {\displaystyle f(x)=a} für ein {\displaystyle a\neq 0}, haben dagegen keine Nullstellen, so wie es ihrem Grad entspricht.

### Linearfaktorzerlegung
Ist der Funktionsterm einer ganzrationalen Funktion als Produkt von linearen Faktoren (von denen manche auch mehrfach auftreten können) und evtl. einer ganzrationalen Funktion g ohne Nullstellen gegeben, also
{\displaystyle f(x)=(x-x_{1})^{k_{1}}\cdot (x-x_{2})^{k_{2}}\dotsm (x-x_{m})^{k_{m}}\cdot g(x),}
so sind {\displaystyle x_{1},x_{2},\dotsc ,x_{m}} die Nullstellen. Die natürlichen Zahlen {\displaystyle k_{1},k_{2},\dotsc ,k_{m}} heißen die Vielfachheiten der Nullstellen.
Beispiel: Die Funktion
{\displaystyle f\colon \mathbb {R} \to \mathbb {R} ,x\mapsto -0{,}01\cdot x^{3}\cdot (x-2)\cdot (x+3)^{2}\cdot (x^{2}+1)}
hat die dreifache Nullstelle {\displaystyle x_{1}=0}, die einfache Nullstelle {\displaystyle x_{2}=2} und die doppelte/zweifache Nullstelle {\displaystyle x_{3}=-3}; die Faktoren {\displaystyle -0{,}01} und {\displaystyle x^{2}+1} können dagegen für kein {\displaystyle x\in \mathbb {R} } zu null werden, liefern also keine weiteren Nullstellen.
Die Linearfaktorzerlegung einer ganzrationalen Funktion kann man beispielsweise mit Hilfe der Polynomdivision bestimmen. Aus dem Fundamentalsatz der Algebra folgt, dass sich so jede ganzrationale Funktion über den komplexen Zahlen in ein Produkt aus Linearfaktoren zerlegen lässt. Hat die Funktion nur reelle Koeffizienten, so folgt, dass mit jeder komplexen Nullstelle auch die jeweils konjugiert komplexe Zahl eine Nullstelle ist. Damit ergibt sich: jede ganzrationale Funktion über den reellen Zahlen kann (bis auf die Reihenfolge) eindeutig als ein Produkt aus linearen und quadratischen Termen dargestellt werden.
Die Vielfachheit von Nullstellen hängt auch direkt mit den Ableitungen der Funktion zusammen: {\displaystyle x_{0}} ist genau dann eine {\displaystyle k}-fache Nullstelle von {\displaystyle f}, wenn gilt {\displaystyle f(x_{0})=f'(x_{0})=\dotsb =f^{(k-1)}(x_{0})=0} und {\displaystyle f^{(k)}(x_{0})\neq 0}.

### Verlauf des Graphen bei den Nullstellen
- Bei jeder Nullstelle ungerader Vielfachheit schneidet der Graph die {\displaystyle x}-Achse. Die Funktionswerte wechseln dort also ihr Vorzeichen. Bei einfachen Nullstellen wird die {\displaystyle x}-Achse in einem Winkel größer als 0° geschnitten. Bei jeder Nullstelle ungerader Vielfachheit größer gleich drei ist die Steigung an der Nullstelle 0; der Funktionsgraph hat einen Terrassenpunkt.

- Bei jeder Nullstelle gerader Vielfachheit berührt der Graph die {\displaystyle x}-Achse. Die Funktionswerte wechseln dort also ihr Vorzeichen nicht. Bei jeder solchen Nullstelle hat der Funktionsgraph einen Extrempunkt.

Graphische Veranschaulichung:
| einfache Nullstelle | drei-, fünf-, 2k+1-fache Nullstelle | doppelte, vier-, 2k-fache Nullstelle |
| ------------------- | ----------------------------------- | ------------------------------------ |
|                     |                                     |                                      |

Berücksichtigt man außerdem noch das Verhalten für {\displaystyle x\to \pm \infty }, so ergibt sich für das obige Beispiel {\displaystyle f(x)=-0{,}01x^{3}(x-2)(x+3)^{2}(x^{2}+1)} folgender Graph:

### Anzahl von Nullstellen
Mit Hilfe der Polynomdivision kann man zeigen, dass eine ganzrationale Funktion vom Grad {\displaystyle n} höchstens {\displaystyle n} Nullstellen haben kann (Vielfachheiten mitgezählt).
Betrachtet man zusätzlich auch noch das Verhalten des Graphen für {\displaystyle x\to \pm \infty }, das Verhalten an den Nullstellen (Vorzeichenwechsel) und die Stetigkeit, so folgt außerdem: Ist der Grad gerade bzw. ungerade, so ist die Anzahl der Nullstellen (Vielfachheiten mitgezählt) gerade bzw. ungerade. Insbesondere folgt: Jede ganzrationale Funktion von ungeradem Grad hat mindestens eine Nullstelle.
Außerdem gibt es noch andere, weiterführende Regeln für die Anzahl der Nullstellen wie beispielsweise die Vorzeichenregel von Descartes und die sturmsche Kette.
Der Fundamentalsatz der Algebra besagt, dass eine ganzrationale Funktion vom Grad {\displaystyle n\geq 1} mindestens eine komplexe Nullstelle hat (reiner Existenzsatz). Dann hat sie genau {\displaystyle n} Nullstellen, wenn die Nullstellen entsprechend ihrer Vielfachheit gezählt werden. So ist beispielsweise die Nullstelle {\displaystyle x=2} der Funktion {\displaystyle (x-2)^{2}} eine doppelte. Im Ergebnis lässt sich jede ganzrationale Funktion positiven Grades in ein Produkt von Linearfaktoren zerlegen.

### Nullstellenschranken
Die Lage aller Nullstellen einer ganzrationalen Funktion vom Grad {\displaystyle n} lässt sich durch Nullstellenschranken, in deren Berechnung nur die Koeffizienten und der Grad des Polynoms eingehen, abschätzen.

#### Reelle Nullstellenschranken
Ein wichtiger Spezialfall sind reelle Nullstellenschranken. Eine Zahl {\displaystyle B\in \mathbb {R} _{+}} heißt reelle Nullstellenschranke einer ganzrationalen Funktion {\displaystyle f}, wenn alle reellen Nullstellen von {\displaystyle f} im Intervall {\displaystyle [-B,B]} liegen; sie heißt obere reelle Nullstellenschranke von {\displaystyle f}, wenn alle reellen Nullstellen von {\displaystyle f} kleiner oder gleich {\displaystyle B} sind. Analog sind untere Nullstellenschranken erklärt.
Es folgen Beispiele reeller Nullstellenschranken für ganzrationale Funktionen
{\displaystyle f(X)=X^{n}+\sum _{i=0}^{n-1}a_{i}X^{i}},
deren führender Koeffizient eins ist. Jede ganzrationale Funktion kann durch eine Division auf diese Form gebracht werden. Für einige reelle Nullstellenschranken spielt die Teilindexmenge {\displaystyle N=\left\{k\in \{0,1,\dotsc ,n-1\}\mid a_{k}<0\right\}} der echt negativen Koeffizienten von {\displaystyle f} eine besondere Rolle, {\displaystyle |N|} bezeichnet deren Anzahl.
- {\displaystyle B=\max \left\{\left.\left(|N|\cdot |a_{i}|\right)^{\frac {1}{n-i}}\right|i\in N\right\}} ist eine obere reelle Nullstellenschranke (Cauchy-Regel),
- {\displaystyle B=\min\{x\in \mathbb {R} :f^{(i)}(x)\geq 0{\text{ für alle }}i=0,\dotsc ,n\}} ist eine obere reelle Nullstellenschranke (Newton-Regel),
- {\displaystyle B=1+{\sqrt[{n-k}]{\alpha }}} ist eine obere reelle Nullstellenschranke (Regel von Lagrange und Maclaurin), dabei bezeichnet {\displaystyle \alpha =\max\{|a_{m}|\mid a_{m}<0\}} den Betrag des betragsgrößten negativen Koeffizienten und {\displaystyle k=\max\{m\mid a_{m}<0\}} den Exponenten des höchsten Gliedes mit negativem Koeffizienten.
- Jedes {\displaystyle B\in \mathbb {R} _{+}}, das die Ungleichung

{\displaystyle B^{n}\geq \sum _{i=0}^{n-1}|a_{i}|B^{i}}
erfüllt, ist eine reelle Nullstellenschranke (solche {\displaystyle B} sind sogar Schranken für die Beträge komplexer Nullstellen komplexer Polynome). Spezialfälle hiervon sind (siehe auch Satz von Gerschgorin)
- - {\displaystyle B=1+\max \nolimits _{i=0,\,\ dotsc,\,n-1}|a_{i}|} und
  - {\displaystyle B=\max \left(1,\sum _{i=0}^{n-1}|a_{i}|\right)}.

#### Komplexe Nullstellenschranken
Betrachtet man Polynomfunktionen {\displaystyle f} mit komplexen Koeffizienten, deren Definitionsbereich {\displaystyle \mathbb {C} } ist, dann sind Kreise um den Nullpunkt der komplexen Zahlenebene das Pendant zu den reellen Nullstellenschranken, deren Radius so groß zu wählen ist, dass alle (bzw. je nach Anwendung auch nur „einige“) komplexen Nullstellen der Polynomfunktion auf der Kreisscheibe mit diesem Radius liegen. Eine Zahl {\displaystyle B\in \mathbb {R} _{+}} heißt komplexe Nullstellenschranke der Polynomfunktion {\displaystyle f}, wenn alle Nullstellen von {\displaystyle f} auf der Kreisscheibe um den Nullpunkt mit Radius {\displaystyle B} liegen (oder anders formuliert: wenn der Betrag jeder Nullstelle kleiner oder gleich {\displaystyle B} ist). Ein Ergebnis für komplexe Polynomfunktionen ist:
- Jedes {\displaystyle B\in \mathbb {R} _{+}}, das die Ungleichung

{\displaystyle |a_{k}|B^{k}\geq \sum _{i\in \{0,\dotsc ,n\}\setminus \{k\}}|a_{i}|B^{i}}
erfüllt, definiert einen Kreis in der komplexen Ebene mit Radius {\displaystyle B} um den Nullpunkt, der genau {\displaystyle k} komplexe Nullstellen enthält (Folgerung aus dem Satz von Rouché). Diese Ungleichung ist für {\displaystyle k=0,n} immer lösbar, aber nicht notwendig für jeden Index {\displaystyle k=1,\dotsc ,n-1}.
- Im Fall {\displaystyle k=n} ergibt sich die schon für reelle Polynome angegebene Schranke für den Betrag aller Nullstellen. Alle dort angegebenen direkten Berechnungen von {\displaystyle B} gelten weiter.
- Im Fall {\displaystyle k=0} ergibt sich ein Kreis, der keine Nullstellen enthält. {\displaystyle 1/B} ist dann eine Schranke für alle Nullstellen des „reziproken“ Polynoms {\displaystyle x^{n}f(1/x)/a_{0}}.

### Lösungsformeln
Prinzipiell gibt es mehrere Möglichkeiten, die Nullstellen einer ganzrationalen Funktion zu bestimmen. Allgemeine Iterationsverfahren, wie das Newton-Verfahren und die Regula falsi oder auf Polynomfunktionen spezialisierte Iterationsverfahren, wie das Bairstow-Verfahren oder das Weierstraß-(Durand-Kerner)-Verfahren sind einerseits auf jede Polynomfunktion anwendbar, verlieren allerdings bei mehrfachen oder dicht beieinanderliegenden Nullstellen an Genauigkeit und Konvergenzgeschwindigkeit.
Lineare Gleichungen können direkt durch Äquivalenzumformungen gelöst werden. Die Nullstellen sind dann immer einfach. Für quadratische Gleichungen, kubische Gleichungen und quartische Gleichungen gibt es allgemeine Lösungsformeln.
Für Polynome höheren Grades gibt es Lösungsformeln, sofern diese spezielle Formen haben:
- Reziproke Polynomfunktionen haben die Form

{\displaystyle f(x)=c_{0}\cdot x^{n}+c_{1}\cdot x^{n-1}+\dotsb +c_{1}\cdot x+c_{0}},
das heißt, für den {\displaystyle i}-ten Koeffizienten gilt {\displaystyle c_{i}=c_{n-i}}; anders gesagt: Die Koeffizienten sind symmetrisch. Für diese Funktionen und solche, die eine leichte Modifikation dieser Symmetriebedingung erfüllen, kann die Nullstellenbestimmung mit Hilfe der Substitution {\displaystyle z=x+1/x} (bzw. {\displaystyle z=x-1/x}) auf eine Polynomgleichung reduziert werden, deren Grad halb so groß ist.
- Binome haben die Form {\displaystyle f(x)=x^{n}+c}.

Setzt man den Koeffizienten {\displaystyle c} als reell voraus, so sind die {\displaystyle n} Lösungen Vielfache der komplexen {\displaystyle n}-ten Einheitswurzeln:
{\displaystyle x_{k}={\sqrt[{n}]{c}}\cdot \exp \left({2k\pi \mathrm {i}  \over n}\right),\quad c\geq 0}
{\displaystyle x_{k}={\sqrt[{n}]{\vert c\vert }}\cdot \exp \left({(2k+1)\pi \mathrm {i}  \over n}\right),\quad c<0},
wobei {\displaystyle k=0,\dotsc ,n-1} durchläuft.
- Kann man eine Nullstelle durch ein beliebiges Verfahren oder durch Ausprobieren herausfinden, so kann man den zugehörigen Linearfaktor mit Hilfe einer Polynomdivision herausdividieren und erhält eine algebraische Gleichung niedrigeren Grades. Die Vielfachheiten der Nullstellen ergeben sich hier einfach, indem man abzählt, wie häufig eine Nullstelle jeweils in der Rechnung herauskommt. Für das Finden einer Nullstelle durch Probieren sind dabei folgende Sätze hilfreich:
- Polynomfunktionen, die nur gerade Potenzen von {\displaystyle x} enthalten, haben die Form:

{\displaystyle f(x)=c_{n}\cdot x^{n}+c_{n-2}\cdot x^{n-2}+c_{n-4}\cdot x^{n-4}+\dotsb +c_{4}\cdot x^{4}+c_{2}\cdot x^{2}+c_{0}}
Die Lösung erfolgt durch die Substitution {\displaystyle z=x^{2}}. Hat man eine Lösung für {\displaystyle z_{1}} gefunden, so ist zu berücksichtigen, dass daraus zwei Lösungen für {\displaystyle x} abzuleiten sind:
{\displaystyle x_{1}={\sqrt {z_{1}}}} und {\displaystyle x_{2}=-{\sqrt {z_{1}}}}
- Polynomfunktionen, die nur ungerade Potenzen von {\displaystyle x} enthalten, haben die Form:

{\displaystyle f(x)=c_{n}\cdot x^{n}+c_{n-2}\cdot x^{n-2}+\dotsb +c_{5}\cdot x^{5}+c_{3}\cdot x^{3}+c_{1}\cdot x}
Hier ist offensichtlich 0 eine Nullstelle des Polynoms. Man dividiert das Polynom durch {\displaystyle x} aus und behandelt es dann wie ein Polynomfunktion {\displaystyle (n-1)}-ten Grades, das nur gerade Potenzen von {\displaystyle x} enthält.

## Differenzier- und Integrierbarkeit

### Ableitungsfunktion
Ganzrationale Funktionen sind über ganz {\displaystyle \mathbb {R} } stetig differenzierbar. Funktionen, die über ganz {\displaystyle \mathbb {R} } beziehungsweise über ganz {\displaystyle \mathbb {C} } differenzierbar sind, heißen ganze Funktionen. Die Ableitungsfunktion kann mit Hilfe der Faktor-, Summen- und Potenzregel bestimmt werden. Damit erhält man für die Funktion mit der Vorschrift
{\displaystyle f(x)=\sum _{k=0}^{n}a_{k}x^{k}}
die Ableitungsfunktion
{\displaystyle f'(x)=\sum _{k=1}^{n}ka_{k}x^{k-1}}.

### Integrierbarkeit und Stammfunktion
Auf einem kompakten Intervall ist jede ganzrationale Funktion integrierbar. Außerdem hat jede ganzrationale Funktion eine Stammfunktion. Diese kann mit den üblichen Integral-Regeln explizit angegeben werden. Es gilt:
{\displaystyle \int {\bigg (}\sum _{k=0}^{n}a_{k}x^{k}{\bigg )}\mathrm {d} x=\sum _{k=0}^{n}\int a_{k}x^{k}\mathrm {d} x=\sum _{k=0}^{n}{\frac {a_{k}}{k+1}}x^{k+1}+c,}
wobei {\displaystyle c\in \mathbb {R} } eine beliebige Konstante ist.

### Beispiele
Für die Funktion mit dem Term
{\displaystyle f(x)=2x^{3}-4x^{2}+5x-1}
ergibt sich die Ableitungsfunktion mit dem Term
{\displaystyle {\begin{aligned}f'(x)&=(2x^{3}-4x^{2}+5x-1)'\\&=(2x^{3})'-(4x^{2})'+(5x)'-1'\\&=2(x^{3})'-4(x^{2})'+5(x^{1})'-1(x^{0})'\\&=2\cdot 3x^{2}-4\cdot 2x+5\cdot 1x^{0}-1\cdot 0\\&=6x^{2}-8x+5\end{aligned}}}
Für die Stammfunktionen erhält man in diesem Fall
{\displaystyle \int (2x^{3}-4x^{2}+5x-1)\mathrm {d} x={\frac {1}{2}}x^{4}-{\frac {4}{3}}x^{3}+{\frac {5}{2}}x^{2}-x+c,c\in \mathbb {R} .}

## Extremstellen
Siehe auch im Artikel Kurvendiskussion den Abschnitt über Extrempunkte.
Zur Bestimmung der Extremstellen müssen zunächst die Stellen mit waagrechter Tangente, also die Nullstellen der ersten Ableitung, berechnet werden. Die erste Ableitung ist wieder eine ganzrationale Funktion, allerdings vom Grad {\displaystyle n-1}; es können also dieselben Methoden wie bei der Nullstellenberechnung benutzt werden.

### Allgemeine Regeln
- Hat die Funktion selbst eine Nullstelle gerader Vielfachheit, so hat ihr Graph dort einen Extrempunkt (siehe oben bei Nullstellen).

- Wechselt die erste Ableitung an einer Stelle ihr Vorzeichen von − nach +, so ist dort eine Minimalstelle; wechselt es von + nach −, so ist dort eine Maximalstelle; wechselt das Vorzeichen nicht, so ist dort keine Extremstelle (aber ein Terrassenpunkt).

- Ist die zweite Ableitung bei einer Nullstelle der ersten Ableitung positiv bzw. negativ, so wechselt die erste Ableitung dort ihr Vorzeichen von − nach + (Minimalstelle) bzw. von + nach − (Maximalstelle). Ist die zweite Ableitung gleich null, so kann an dieser Stelle dennoch eine Extremstelle sein, es kann dort aber auch ein Terrassenpunkt sein. Zur Unterscheidung sind dann andere Mittel als die zweite Ableitung nötig.

- Hat eine Nullstelle der ersten Ableitung ungerade Vielfachheit, so hat die Funktion selbst dort eine Extremstelle; hat sie dagegen gerade Vielfachheit, so hat die Funktion an dieser Stelle einen Terrassenpunkt.

### Anzahl
Aus dem Satz über die Anzahl der Nullstellen einer ganzrationalen Funktion folgt, dass eine ganzrationale Funktion vom Grad {\displaystyle n} höchstens {\displaystyle n-1} Extremstellen haben kann.
Betrachtet man zusätzlich auch noch das Verhalten des Graphen für {\displaystyle x\to \pm \infty } und das Verhalten an den Nullstellen (Vorzeichenwechsel), so folgt außerdem: Ist der Grad gerade bzw. ungerade, so ist die Anzahl der Extremstellen ungerade bzw. gerade.
Insbesondere folgt: Jede ganzrationale Funktion von geradem Grad hat ein absolutes Minimum oder Maximum (je nachdem, ob der Leitkoeffizient {\displaystyle a_{n}} positiv oder negativ ist).

## Wendestellen
Siehe auch im Artikel Kurvendiskussion den Abschnitt über Wendepunkte.
Zur Bestimmung der Wendestellen müssen zunächst die Nullstellen der zweiten Ableitung, die sogenannten Flachstellen, berechnet werden. Die zweite Ableitung ist wieder eine ganzrationale Funktion, allerdings vom Grad {\displaystyle n-2}; es können also dieselben Methoden wie bei der Nullstellenberechnung benutzt werden.

### Allgemeine Regeln
- Hat die Funktion selbst eine Nullstelle ungerader Vielfachheit größer gleich drei, so hat ihr Graph dort einen Terrassenpunkt, also auch einen Wendepunkt (siehe oben bei Nullstellen).

- Wechselt die zweite Ableitung an einer Stelle ihr Vorzeichen, so ist dort eine Wendestelle.

- Ist die dritte Ableitung bei einer Nullstelle der zweiten Ableitung ungleich Null, so wechselt die zweite Ableitung dort ihr Vorzeichen (Wendestelle). Ist die dritte Ableitung gleich null, so kann an dieser Stelle trotzdem eine Wendestelle sein, muss aber nicht. Zur Unterscheidung sind dann andere Mittel als die dritte Ableitung nötig.

- Hat eine Nullstelle der zweiten Ableitung gerade Vielfachheit, so hat die Funktion selbst dort keine Wendestelle; hat die Nullstelle der ersten Ableitung dagegen ungerade Vielfachheit, so hat die Funktion selbst dort eine Wendestelle. Ist zusätzlich auch die erste Ableitung an dieser Stelle gleich null, so hat der Graph der Funktion dort einen Terrassenpunkt.

- Insbesondere bei Funktionen dritten Grades gilt:
  - Hoch- und Tiefpunkt (wenn vorhanden) liegen immer symmetrisch zum Wendepunkt (dies folgt, da die Graphen von Funktionen dritten Grades immer symmetrisch zu ihrem Wendepunkt sind, siehe oben).
  - Hat die Funktion selbst drei (nicht notwendigerweise verschiedene) reelle Nullstellen, so ergibt sich die Wendestelle als ihr Mittelwert, gewichtet mit den Vielfachheiten. (Gibt es dagegen nur eine reelle Nullstelle, so müssen bei der Mittelwertbildung auch die komplexen Nullstellen mit berücksichtigt werden.)

### Anzahl
Aus dem Satz über die Anzahl der Nullstellen einer ganzrationalen Funktion folgt, dass eine ganzrationale Funktion vom Grad {\displaystyle n} höchstens {\displaystyle n-2} Wendestellen haben kann.
Wird zusätzlich auch noch das Verhalten des Graphen für {\displaystyle x\to \pm \infty } und das Verhalten an den Nullstellen (Vorzeichenwechsel) betrachtet, so folgt außerdem: Ist der Grad gerade bzw. ungerade, so ist die Anzahl der Wendestellen gerade bzw. ungerade.
Insbesondere folgt: Jede ganzrationale Funktion von ungeradem Grad größer gleich drei hat mindestens eine Wendestelle.

## Aufstellen von Funktionstermen
Oft ist ein Problem folgender Art zu lösen: Gegeben sind einige Punkte und evtl. zusätzliche Bedingungen (wie beispielsweise Steigungen in diesen Punkten), und es ist eine ganzrationale Funktion gesucht, deren Graph durch diese Punkte verläuft und ggf. die zusätzlichen Bedingungen erfüllt. Um diese ganzrationale Funktion zu finden, stellt man zunächst den Funktionsterm in der allgemeinst möglichen Form auf (der Grad ist entweder direkt gegeben oder muss aus den anderen gegebenen Angaben ermittelt werden), bildet evtl. notwendige Ableitungen der Funktion in dieser allgemeinen Form und setzt dann die gegebenen Bedingungen ein. Dies führt auf ein lineares Gleichungssystem für die Koeffizienten der Funktion; diese bezeichnet man statt {\displaystyle a_{n}}, {\displaystyle a_{n-1}} usw. hier meist mit {\displaystyle a,b} usw. Durch Lösen dieses Gleichungssystems erhält man dann den Term der gesuchten Funktion.
Beispiel: Gesucht ist eine ganzrationale Funktion möglichst niedrigen Grades, deren Graph symmetrisch zur {\displaystyle y}-Achse ist und im Wendepunkt {\displaystyle W(1|3)} die Steigung 2 hat.
- Da der Graph symmetrisch zur {\displaystyle y}-Achse sein soll, muss der Grad gerade sein, und der Funktionsterm kann nur gerade Exponenten enthalten.
- Da es einen Wendepunkt geben soll, kann der Grad nicht 2 sein (eine Funktion zweiten Grades hat keinen Wendepunkt); der niedrigst mögliche Grad ist also 4.
- Der Funktionsterm in allgemeinster Form ist also:

{\displaystyle f(x)=ax^{4}+bx^{2}+c}
- Da hier von einem Wendepunkt die Rede ist, benötigt man zwei Ableitungen:

{\displaystyle f'(x)=4ax^{3}+2bx}
{\displaystyle f''(x)=12ax^{2}+2b}
- Der Graph verläuft durch den Punkt {\displaystyle W}, also gilt ({\displaystyle x}- und {\displaystyle y}-Koordinate in {\displaystyle f} einsetzen)

{\displaystyle 3=a\cdot 1^{4}+b\cdot 1^{2}+c}
- Der Graph hat dort die Steigung 2, also gilt ({\displaystyle x}-Koordinate und Steigung in {\displaystyle f'} einsetzen)

{\displaystyle 2=4a\cdot 1^{3}+2b\cdot 1}
- Der Punkt {\displaystyle W} ist ein Wendepunkt, also gilt ({\displaystyle f''} muss bei Wendestelle gleich 0 sein)

{\displaystyle 0=12a\cdot 1^{2}+2b}
- Insgesamt ergibt sich also das lineare Gleichungssystem

{\displaystyle a+b+c=3}
{\displaystyle 4a+2b=2}
{\displaystyle 12a+2b=0}
- Lösen dieses Gleichungssystems ergibt {\displaystyle a=-0{,}25;\;b=1{,}5;\;c=1{,}75}. Der Term der gesuchten Funktion ist also:

{\displaystyle f(x)=-0{,}25x^{4}+1{,}5x^{2}+1{,}75}

## Anwendungsbeispiele
- Viele in Natur und Technik vorkommende Kurven kann man durch ganzrationale Funktionen relativ gut beschreiben, beispielsweise Geländeformationen, Sprungschanzen oder die Durchbiegung von Balken.
- In geometrischen Anwendungen tauchen häufig ganzrationale Funktionen auf. Beispiele:
  - Schneidet man an den Ecken einer rechteckigen Pappe (Länge {\displaystyle l}, Breite {\displaystyle b}) jeweils Quadrate der Seitenlänge {\displaystyle x} aus und faltet die Pappe dann zu einer oben offenen Schachtel, so ist das Volumen der Schachtel {\displaystyle V(x)=4x^{3}-2(l+b)x^{2}+lbx}.
  - Stapelt man Kugeln (z. B. Orangen im Supermarkt) zu einer dreiseitigen Pyramide auf, wobei entlang einer Grundkante {\displaystyle n} Kugeln liegen, so enthält die Pyramide insgesamt {\displaystyle {\tfrac {1}{6}}(n^{3}+3n^{2}+2n)} Kugeln.
- Steuertarife werden häufig durch ganzrationale Funktionen beschrieben.[2]
- In wirtschaftlichen Anwendungen ist die Erlösfunktion häufig eine ganzrationale Funktion dritten Grades.
- Da ganzrationale Funktionen besonders einfach sind, werden oft kompliziertere Funktionen durch ganzrationale angenähert (vgl. Taylorreihe und Approximationssatz von Weierstraß). Dieses Vorgehen wird insbesondere in der Analysis und der Numerik eingesetzt. Alternativ gibt es auch Situationen, in denen eine endliche Anzahl von Funktionswerten vorgegeben ist und eine Funktion gesucht wird, die durch diese Punkte verläuft. Dazu kann die Polynominterpolation eingesetzt werden. Außerdem kann man eine endliche Menge von Funktionswerten auch stückweise durch ganzrationale Funktionen interpolieren. Dieses Vorgehen heißt Splineinterpolation. Möchte man eine ganzrationale Funktion an einem Punkt numerisch effizient (für Computer optimiert) auswerten, so kann das Horner-Schema eingesetzt werden.